# Lane, Kansas
Lane là một thành phố thuộc quận Franklin, tiểu bang Kansas, Hoa Kỳ. Năm 2010, dân số của xã này là 225 người.

## Dân số
Dân số các năm:
- Năm 2000: 256 người
- Năm 2010: 225 người